# Ruoholahti (metropolitana di Helsinki)
Ruoholahti (in finlandese: Ruoholahden metroasema; in svedese: Metrostationen Gräsviken) è una stazione della Metropolitana di Helsinki, che serve principalmente il quartiere di Ruoholahti, nel centro di Helsinki. Ruoholahti è stata la stazione più a ovest della rete fino al 2017, quando la linea è stata estesa a Matinkylä, dando via al prolungamento diretto a Espoo.
La fermata fu inaugurata il 16 agosto 1993 e fu disegnata da Jouko Kontio e Seppo Kilpiä. Si trova a circa 1.169 metri dalla stazione successiva, Kamppi.

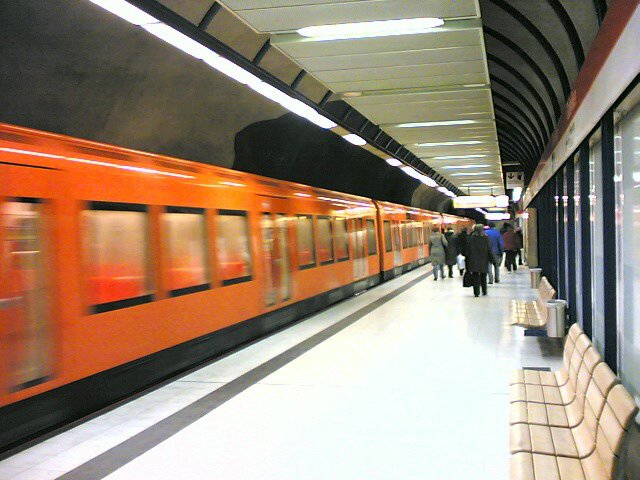
Banchina di Ruoholahti
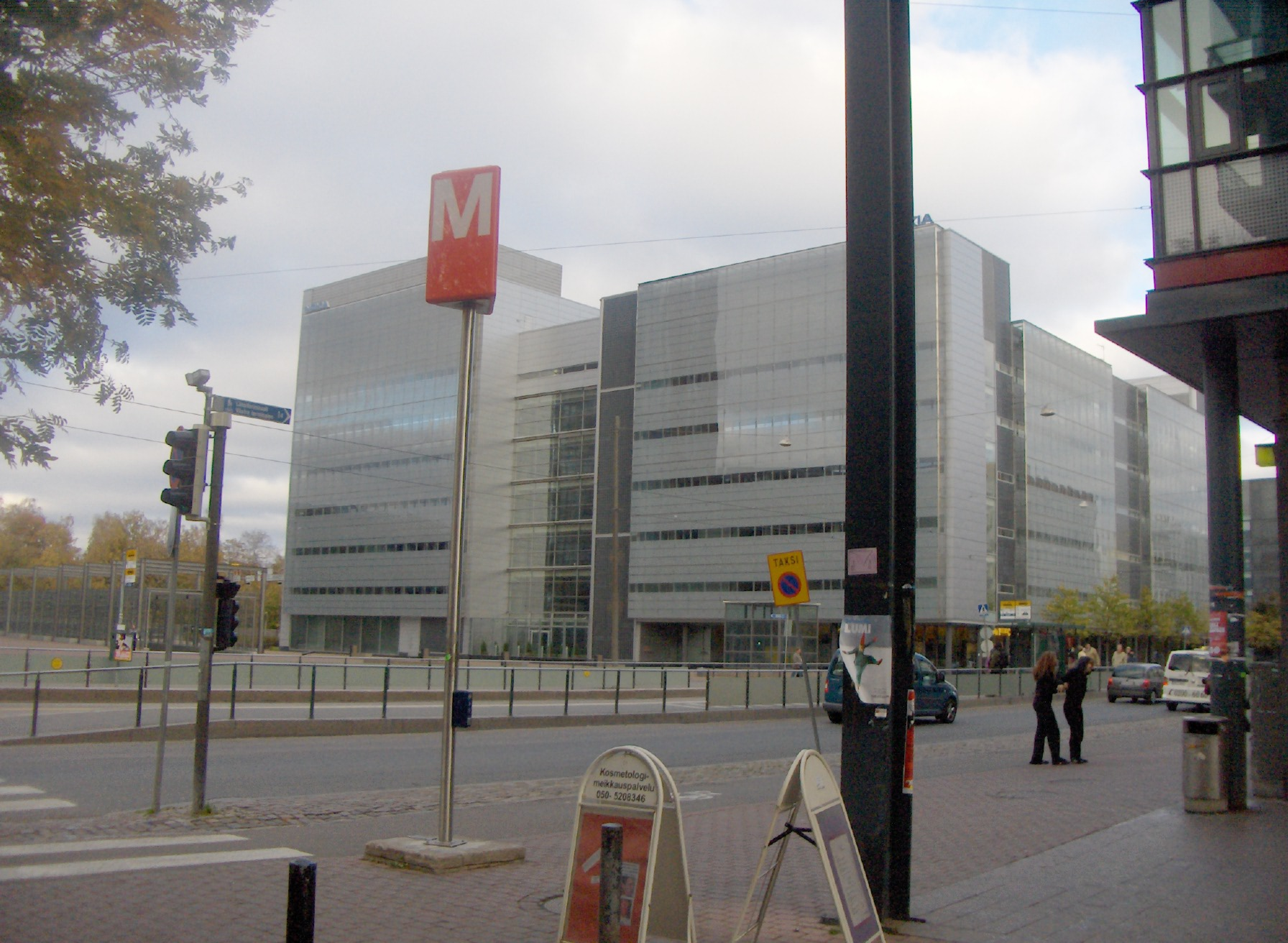
Centro di ricerca Nokia visto dall'entrata della stazione Ruoholahti